# TOUR 1991 BIRTH
『TOUR 1991 BIRTH』（ツアー・ナインティーンナインティワン・バース）は、日本のシンガーソングライターである尾崎豊の2作目のライブ・ビデオ。
1992年3月30日にソニー・ミュージックレコーズよりVHS、LDの2規格でリリースされている。2009年4月22日にはDVDで再リリースされている。

## 解説
尾崎豊の初のセルフプロデュースによる映像作品。
1991年5月20日から10月30日までに行われた、「BIRTH TOUR」の37会場56本中から1991年5月20日の横浜アリーナ、1991年8月27日の郡山市民文化センター、1991年10月30日の代々木オリンピックプールでの3会場のライブ映像を収録している。
前作『LIVE CORE』（1989年）とは異なり、イメージ映像などのない純粋なライブ・ビデオとなっているが、一部オフショットなどの映像が含まれている。
ライブとしては1988年9月12日の東京ドーム公演以来3年ぶり、ライブツアーとしては1987年の「TREES LINING A STREET TOUR」以来4年ぶりとなった同ツアーから、3会場での映像を収録しているが、収録曲の多くが最終公演となった代々木オリンピックプールでの映像となっている。この日の映像は、後に『約束の日 LAST APPEARANCE』（1993年）として再編集されている。
本作発売後の1992年4月25日、尾崎本人が急逝したため本作は生前最後のビデオ作品となった。

## 収録曲
全曲、作詞・作曲：尾崎豊
1. FIRE
2. 禁猟区 - DON'T TOUCH THIS※
3. ロザーナ - ROSSANA
4. 虹 - RAINBOW
5. きっと忘れない - HAPPY BIRTHDAY
6. COOKIE
7. LOVE WAY
8. KISS
9. RED SHOES STORY
10. FREEZE MOON
11. 永遠の胸 - ETERNAL HEART※
12. 誕生 - BIRTH
13. I LOVE YOU
14. 15の夜 - THE NIGHT

※マークのついた曲は郡山でのコンサートを収録。他はすべて代々木のもの。また、「禁猟区」の曲中に一部横浜アリーナと代々木の映像が混ざっている。

## 参加ミュージシャン
- THE BIRTH TOUR BAND
  - 尾崎豊 - ボーカル、ギター、ピアノ
  - 西本明 - キーボード
  - 長田進 - ギター
  - 鈴川真樹 - ギター
  - 渡辺茂 - ベース
  - 滝本季延 - ドラムス
  - 里村美和 - パーカッション
  - 関誠一郎 - サクソフォーン、キーボード
  - 岩本章江 - コーラス
  - 山根栄子 - コーラス